# Rikizo Matsuhashi
Rikizo Matsuhashi (født 22. august 1968) er en tidligere japansk fodboldspiller.
Han har spillet for flere forskellige klubber i sin karriere, herunder Yokohama Marinos og Kyoto Purple Sanga.